# Boedelinventaris
Een boedelinventaris (in België spreekt men doorgaans van een staat van goed) is een door een notaris of een gerechtelijke instelling opgemaakte lijst met goederen die in een huishouden aanwezig zijn. Dergelijke lijsten worden opgesteld om een erfenis te verdelen, vaak ten behoeve van wezen en halfwezen. Ook kan een boedelinventaris opgesteld worden op verzoek van schuldeisers.
Tegenwoordig worden boedelinventarissen nog maar zelden opgesteld. In het verleden werden echter veel vaker boedelinventarissen opgesteld. Voor historici die zich bezighouden met consumptie en materiële cultuur in het verleden vormen boedelinventarissen een belangrijke bron.